# Yūko Suzuki
Yūko Suzuki (鈴木 裕子, Suzuki Yūko) est une ancienne joueuse de volley-ball japonaise née le 12 août 1989 à Musashimurayama. Elle mesure 1,71 m et jouait au poste de réceptionneuse-attaquante. Elle a mis un terme à sa carrière de volleyeuse professionnelle en mai 2019.

## Clubs
| Club                         | De        | À         |
| ---------------------------- | --------- | --------- |
| Hachiouji Jissen High School |           | 2007-2008 |
| Denso Airybees               | 2008-2009 | 2018-2019 |

## Palmarès
- Tournoi de Kurowashiki
  - Vainqueur : 2008, 2017.
- Coupe de l'impératrice
  - Vainqueur : 2010.
  - Finaliste : 2009, 2017.